# Ígor Tseloválnikov
Ígor Vasílievich Tseloválnikov –en ruso, Игорь Васильевич Целовальников– (Ereván, 2 de enero de 1944) es un deportista soviético que compitió en ciclismo en la modalidad de pista, especialista en la prueba de tándem.
Participó en dos Juegos Olímpicos de Verano, en la prueba de tándem, obteniendo la medalla de oro en Múnich 1972 (haciendo pareja con Vladimir Semenets) y el quinto lugar en México 1968.

## Medallero internacional
| Juegos Olímpicos | Juegos Olímpicos | Juegos Olímpicos | Juegos Olímpicos |
| Año              | Lugar            | Medalla          | Competición      |
| ---------------- | ---------------- | ---------------- | ---------------- |
| 1972             | Múnich ( RFA)    | Medalla de oro   | Tándem           |